# Harvey Guillén
Javier Guillén, detto Harvey (AFI: /xaˈbjeɾ/ o /hɑ(ɹ)vi ɡiˈʝen/; Contea di Orange, 3 maggio 1990), è un attore e doppiatore statunitense.

## Biografia
Figlio di immigrati messicani, ha adottato il nome "Harvey" perché i suoi professori non riuscivano a pronunciare il suo vero nome, Javier. È poliglotta e parla spagnolo, inglese e giapponese, quest'ultima appresa durante un soggiorno di 13 mesi in Giappone. Si identifica come di orientamento queer, ed attualmente è fidanzato con Kevin Braun.

## Filmografia parziale

### Cinema
- General Education, regia di Tom Morris (2012)
- Gli stagisti, regia di Shawn Levy (2013)
- Truth or Dare, regia di Nick Simon (2017)
- Status Update, regia di Scott Speer (2018)
- A cena con il lupo - Werewolves Within, regia di Josh Ruben (2021)
- I'm Totally Fine, regia di Brandon Dermer (2022)
- Blue Beetle, regia Ángel Manuel Soto (2023)
- I Thunderman - Il ritorno (The Thundermans Return), regia di Trevor Kirschner (2024)
- Companion, regia di Drew Hancock (2025)
- Alexander e il terribile, orribile, abominevole ma veramente bruttissimo viaggio (Alexander and the Terrible, Horrible, No Good, Very Bad Road Trip), regia di Marvin Lemus (2025)

### Televisione
- Miss Guided - sitcom, episodio 1x3 (2008)
- Huge - Amici extralarge - serie TV (2010) - Alistair Delgado
- Aiutami Hope! - serie TV, episodio 3x5 (2012)
- I Thunderman - serie TV, 8 episodi (2013-2018)
- Eye Candy - serie TV (2015) - George
- Haters Back Off - serie TV, 2 episodi (2016)[6]
- Young & Hungry - Cuori in cucina - sitcom, episodio 4x8 (2016)
- Crazy Ex-Girlfriend - serie TV, episodio 1x12 (2016)
- Documentary Now! - falso documentario, episodio 2x2 (2017)
- IZombie - serie TV, episodio 3x9 (2017)
- The Magicians - serie TV, 8 episodi (2017-2020)
- The Good Place - serie TV, episodio 3x1 (2018)
- What We Do in the Shadows - serie TV (2019-2024) - Guillermo de la Cruz
- Room 104, serie TV antologica, episodio 5x7 (2020)
- Lo straordinario mondo di Zoey - serie TV, 4 episodi (2021)
- The Boulet Brothers' Dragula - reality, episodio 2x1 (2021)
- Reacher - serie TV, 5 episodi (2022)
- The Late Show with Stephen Colbert - talk show, episodio 8x76 (2023)
- RuPaul's Drag Race - reality, episodio 15x17 (2023)
- RuPaul's Drag Race: Untucked! - reality, episodio 14x17 (2023)
- Cattivissimi amici - reality, episodio 10x17 (2024)
- Class Acts - webserie, episodio 1x8 (2024)

## Doppiaggio
- The Owl House - Aspirante strega - serie animata, episodio 2x5 (2021)
- Archer - serie animata, 3 episodi (2021)
- Topolino - La casa del divertimento - serie animata (2021-in corso) - Magicasa
- I Casagrande - serie animata, episodio 3x8 (2022)
- Harley Quinn, serie animata (2022) - Dick Grayson / Nightwing
- Il gatto con gli stivali 2 - L'ultimo desiderio, regia di Joel Crawford (2022; versioni in inglese e in spagnolo latinoamericano)
- I Greens in città - serie animata, 2 episodi (2022)
- Human Resources - serie animata (2022-2023) - José
- Shape Island - serie animata (2023)
- Kung Fu Panda: Il cavaliere dragone - serie animata, 5 episodi (2023)
- Strays, regia di Josh Greenbaum (2023)
- Wish, regia di Chris Buck e Fawn Veerasunthorn (2023)
- Angry Birds Mystery Island - serie animata (2024) - Buddy
- Helluva Boss - serie animata (2020-2024)

## Riconoscimenti
- Critics' Choice Award
  - 2021 – Candidato al miglior attore non protagonista in una serie commedia per What We Do in the Shadows[7]
  - 2022 – Candidato al miglior attore non protagonista in una serie commedia per What We Do in the Shadows[8]
  - 2024 – Candidato al miglior attore non protagonista in una serie commedia per What We Do in the Shadows[9]
- Premi Saturn
  - 2024  – Candidato al miglior attore non protagonista in una serie televisiva (streaming) per What We Do in the Shadows [10]

## Doppiatori italiani
Nelle versioni in italiano delle opere in cui ha recitato, Harvey Guillén è stato doppiato da:
- Ruggero Andreozzi ne I Thunderman, I Thunderman - Il ritorno
- Gabriele Patriarca in Room 104, Companion
- Davide Perino in Huge - Amici extralarge
- Paolo Vivio in Gli stagisti
- Marcello Moronesi in Haters Back Off
- Ugo De Cesare in What We Do in the Shadows
- Simone Crisari in Little America
- Emanuele Ruzza in Reacher
- Lorenzo Crisci in Alexander e il terribile, orribile, abominevole ma veramente bruttissimo viaggio

Da doppiatore è sostituito da:
- Gabriele Patriarca in Topolino - La Casa del Divertimento
- Riccardo Suarez ne Il gatto con gli stivali 2 - L'ultimo desiderio
- Alex Polidori in Wish